# Willington (Durham)
Willington is een plaats in het bestuurlijke gebied Wear Valley, in het Engelse graafschap Durham. De plaats telt 4534 inwoners.